# Florian Schwarthoff
Florian Schwarthoff (Alemania, 7 de mayo de 1968) es un atleta alemán retirado, especializado en la prueba de 110 m vallas en la que llegó a ser medallista de bronce olímpico en 1996.

## Carrera deportiva
En el Campeonato Europeo de Atletismo de 1994 ganó la medalla de plata en los 110 metros vallas, con un tiempo de 13.16 segundos, tras el británico Colin Jackson y por delante de otro británico Tony Jarrett (bronce con 13.23 segundos).
Dos años después, en los JJ. OO. de Atlanta 1996 ganó la medalla de bronce en los 110 metros vallas, con un tiempo de 13.17 segundos, llegando a meta tras los estadounidenses Allen Johnson y Mark Crear.